# パークバレー
パークバレー（Park Volley）は、球技の一種で、バレーボールの派生競技。
1998年11月に日本で開かれたFIVB世界議会において、バレーボールの新種目として採択されたのがルーツ。
文字通り、パーク（公園）でおこなうことを前提としているが、体育館など屋内での実施も禁止はしていない（4人制）。
「Parky」というマスコットが制定されている。